# Женикур
Женикур (фр. Génicourt) — муниципалитет во Франции, в регионе Иль-де-Франс, департамент Валь-д'Уаз. Население — 529 человек (2006).
Муниципалитет расположен на расстоянии около 33 км северо-западнее Парижа, 6 км севернее Сержи.

## Демография
Динамика населения (Cassini и INSEE):